# 旁杞木
旁杞木（学名：Carallia longipes）为红树科竹节树属下的一个种。